# علاج بالديدان

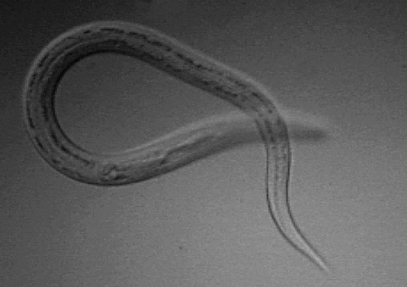
يرقة الفتاكة الأمريكية

العلاج بالديدان الطفيلية، هو أحد أنواع العلاجات المناعية التجريبية المستخدمة في تدبير أمراض المناعة الذاتية والاضطرابات المناعية. يصاب المريض في هذا النوع من العلاج على نحو متعمد بالديدان الطفيلية أو بيوضها. تطورت بعض الديدان لتعيش متطفلة على جسم مضيف تعتمد عليه في الحصول على العناصر الغذائية، ومثال على ذلك دودة الأنسيلوستوما والمسلكة شعرية الذيل والأسطوانية البرازية. تنقسم هذه الديدان إلى شعبتين هما: الديدان الأسطوانية والديدان المسطحة (المثقوبات). تستخدم الديدان الأسطوانية بشكل أساسي في هذا النمط من العلاج. 
يلقح المريض المعالج بالديدان عادةً بالأسطوانيات المعوية (أو ديدان طفيلية أخرى). يدرس الباحثون حاليًا فائدة استخدام الديدان التالية ضمن العلاج: بيوض المسلكة السوطية المعروفة باسم بيوض الدودة السوطية الخنزيرية والفتاكة الأمريكية المعروفة باسم دودة الأنكلستوما (أو الأنسيلوستوما) وبيوض المسلكة شعرية الذيل المعروفة باسم بيوض الدودة السوطية البشرية والمحرشفة الضئيلة المعروفة باسم الكيسات المذنبة للديدان الشريطية الجرذية.
توفر الأنواع الأربعة الأخيرة منفعة متبادلة؛ فهي تقدم فائدة لمضيفها دون التسبب بضرر طويل الأمد. أظهرت أنواع أخرى من الديدان الطفيلية فوائد علاجية، ولكنها سببت تأثيرات غير مرغوبة أو ضارة، ولهذا السبب لا تندرج ضمن الديدان المستخدمة في هذا النمط من العلاج. يشمل ذلك دودة الصفر الخراطيني المعروفة باسم الدودة الأسطوانية البشرية العملاقة والأسطوانية البرازية المعروفة باسم الدودة الأسطوانية البشرية والسرمية الدودية المعروفة باسم الحرقص أو الأقصورة والمحرشفة القزمة المعروفة باسم الدودة الشريطية القزمة.
تستهدف الأبحاث الحالية داء كرون والتهاب القولون التقرحي وداء الأمعاء الالتهابي والداء الزلاقي والتصلب المتعدد والربو.
ربط البعض عدوى الديدان الطفيلية بانخفاض معدلات الإصابة بأمراض المناعة الذاتية والحساسية في البلدان الأقل تقدمًا، بينما ارتبط انخفاض معدلات العدوى بارتفاع معدلات أمراض المناعة الذاتية الملاحظ في البلدان الصناعية.

## شيوع الإصابة بالطفيليات وأمراض المناعة الذاتية
تميل أمراض المناعة الذاتية إلى إصابة الأفراد المستعدين وراثيًا، وهذا الأمر معروف. مع ذلك، لا يرتبط الارتفاع الحديث بمعدلات الإصابة بأمراض المناعة الذاتية بحدوث تغيرات جينية لدى البشر؛ فارتفاع معدلات أمراض المناعة الذاتية في العالم الصناعي حدث خلال وقت قصير جدًا، ولذلك لا يمكن تفسير الأمر بهذه الطريقة. تدعي بعض الأدلة أن التغير الكبير في العوامل البيئية ساهم في زيادة أمراض المناعة الذاتية في الدول الصناعية خلال القرن الماضي. يعتقد البعض أن غياب التعرض لبعض الطفيليات والبكتيريا والفيروسات يلعب دور مهم في تطور أمراض المناعة الذاتية في الدول الغربية الصناعية الأكثر نظافة وتعقيم.
قد يؤدي غياب التعرض للعوامل الممرضة والطفيليات التي يصاب بها الإنسان عادةً إلى زيادة احتمال الإصابة بأمراض المناعة الذاتية. أظهرت بيانات ارتباطية انتشار عدوى الديدان الطفيلية في أقصى جنوب خط الاستواء حيث تكون معدلات أمراض المناعة الذاتية -كالتصلب المتعدد مثلًا- منخفضة. يتوافق هذا مع الفرضية الصحية التي تدعم دور العدوى بالديدان في حماية الأفراد من أمراض المناعة الذاتية بدلًا من كونها عامل مطلق لها. لم يوضع شرح كامل لكيفية لعب العوامل البيئية دورًا في أمراض المناعة الذاتية. ومع ذلك، ساعدت الدراسات الوبائية -كالتحليل التلوي الذي أجراه ليوناردي بي وآخرون- في إثبات الصلة بين الإصابة بالطفيليات ودورها الوقائي في تطور أمراض المناعة الذاتية.

## الأبحاث
وجد الباحثون أن عدوى الديدان الطفيلية تقلل من شدة أمراض المناعة الذاتية مستندين في أدلتهم على نماذج حيوانية. استخدمت عدة دراسات فئران وجرذان مصابة بالتهاب القولون والتصلب العضلي والسكري من النوع الأول والربو. بينت تلك الدراسات أن الإصابة بالديدان منحت النماذج الحيوانية تأثير واقي من أمراض المناعة الذاتية آنفة الذكر. بدأت الدراسات السريرية الأولى للعلاج بالديدان لدى البشر منذ نحو 10- 15 عام، حين استخدم الباحثون الديدان السوطية الخنزيرية. قد يعتبر البعض الديدان الطفيلية مجموعة متجانسة، ولكنها ليست كذلك. إذ يوجد اختلافات كبيرة بين الأنواع بشكل عام، وكذلك تختلف الأنواع المستخدمة في الأبحاث السريرية بين التجارب البشرية والحيوانية. على هذا النحو، يجب توخي الحذر عند تفسير نتائج النماذج الحيوانية.
تجري العديد من الدراسات حاليًا حول استخدام الديدان في علاج أمراض المناعة الذاتية (غير الفيروسية) لدى البشر. يتضمن ذلك الداء الزلاقي وداء كرون والتصلب المتعدد والتهاب القولون التقرحي وتصلب الشرايين. لم يحدد الباحثون لغاية الآن الجرعات السريرية المطلوبة أو أنواع الديدان المستخدمة للحصول على أفضل النتائج. ارتبط استخدام ديدان الأنكلستوما بانخفاض خطر الإصابة بالربو، بينما ارتبط استخدام ديدان الصفر الخراطيني بارتفاعه. وبالمثل، ارتبط استخدام الشريطية القزمة والمسلكة شعرية الذيل والصفر الخراطيني والأسطوانية البرازية والسرمية الدودية وبيوض السوطية الخنزيرية بانخفاض عدد مرات تفاقم الأعراض وانتكاسها وتقليل عدد آفات الدماغ الجديدة وتحديد حجم الآفات القديمة لدى المرضى الذين يعانون من التصلب المتعدد بجرعات تتراوح بين 1180 و9340 بيضة لكل غرام. ومع ذلك، لا يمكن استخدام الصفر الخراطيني والسرمية الدودية والأسطوانية البرازية في علاج البشر، لأنها لا تستوفي معايير الديدان الطفيلية العلاجية.
تستخدم بيوض السوطية الخنزيرية في معظم الحالات لعلاج اضطرابات المناعة الذاتية لأنها غير ممرضة للإنسان وبالتالي افترض الباحثون أنها آمنة. وافقت إدارة الغذاء والدواء الأمريكية على استخدام بيوض السوطية الخنزيرية كمنتج طبي تجريبي. يبدأ العلاج عندما يتناول المريض البيوض، لتستعمر فيما بعد الديدان الأعور والقولون في الأمعاء البشرية لفترة قصيرة من الزمن. يستمر التأثير المفيد لفترة مؤقتة فقط؛ فالديدان لا تعيش سوى بضعة أسابيع. ولهذا السبب، يجب أخذ العلاج وفقًا لفواصل زمنية محددة. لا يرتبط استخدام الديدان السوطية الخنزيرية بأي مشكلات صحية عامة بسبب خصوصية النوع وانخفاض احتمال العدوى المزمنة.
وافقت هيئة تنظيم الأدوية والرعاية الصحية في المملكة المتحدة على استخدام ديدان الفتاكة الأمريكية كمنتج طبي تجريبي. تعطى يرقات الفتاكة الأمريكية عن طريق الجلد، لتهاجر عبر الأوعية الدموية والرئتين إلى الأمعاء الدقيقة. يعتقد الباحثون أنها آمنة نسبيًا، ولكنها قد تسبب آثار جانبية هضمية مؤقتة خاصةً بعد التلقيح الأولي أو إعطاء جرعات عالية. تتغذى هذه الديدان من دم الأغشية المخاطية، وقد تسبب الجرعات العالية فقر دم.
تتضمن الخصائص المثالية العامة للديدان الطفيلية العلاجية ما يلي:
- تأثير مرضي قليل أو معدوم.
- عدم القدرة على التكاثر ضمن المضيف.
- عدم القدرة على الانتشار المباشر إلى الأفراد المقربين من الشخص.
- إحداث مستعمرات محددة لذاتها لدى البشر.
- إحداث مستعمرات غير عرضية.
- عدم تغير صفاتها لدى الأشخاص مضعفي المناعة.
- لا تتأثر بالأدوية شائعة الاستخدام.
- إمكانية التخلص منها عبر عقار مضاد للديدان.
- إمكانية عزلها عن العوامل الممرضة الأخرى.
- القدرة على عزلها وإنتاجها بأعداد كبيرة.
- القدرة على جعلها قابلة للنقل والتخزين.
- سهلة الإعطاء للمريض.